# Franck Capillery
Franck Capillery est un acteur français.
Pratiquant le doublage, Il est notamment l'une des voix françaises de Jet Li, Cuba Gooding Jr., Seth Green, Robert Carlyle, Jay Mohr, Eric Bana, Nestor Carbonell, Colin Firth, Matthew Lillard, Oliver Mommsen, Steve Guttenberg et Jeremy Davies.
Au sein d'animation, Il est la quatrième voix de Donatello dans  Tortues Ninja : Les Chevaliers d'écaille, Yohan le négociant dans Dragons, la série, Donkey Kong dans Donkey Kong Country et le renard dans Le Petit Prince.

## Biographie
Franck Capillery fait le cours Florent en classe libre avec Francis Huster.

### Vie privée et familiale
Marié, il est père de deux fils : Jonathan, né en 1985, et mort le 2 octobre 2015 à l'âge de 30 ans d'une crise cardiaque (il était atteint de la myopathie de Becker) et Nicolas, né en 1988 et mort en septembre 2013 dans un accident de plongée, à l'âge de 25 ans. Il a une fille : Julie, née en 2001. Il réside à Cherisy, en Eure-et-Loir.

## Théâtre
- 1980 : Frères Karamazov
- 1980 : Oui de Gabriel Arout
- 1980 : Gaz de vie et fin
- 1980-1983 : Arc Clichy
- 1983-1985 : Six heures au plus tard de Marc Perrier, mise en scène de Claude Piéplu
- 1986 : Apprends moi Céline de Maria Pacôme : Guillaume
- 1988-1990 : La Présidente, adaptation de Jean Poiret : François
- 1990 : Le Mariage de Figaro, mise en scène par Jean-Claude Sachot : Figaro
- 1990 : Jacques Cœur de Jacques Vassal, mise en scène par Jean-Claude Sachot : Charles
- 1990 : Montserrat, mise en scène par Jean-Claude Sachot : Salas et Inas
- 1991 : Darling chérie de Marc Camoletti mise en scène de l'auteur, Théâtre Michel
- 1993 : Adieu Monsieur Tchekov de Céline Monsarrat, mis en scène par Michel Papineschi : Bounine
- 1994 : La Puce à L'oreille mis en scène par Jean-Claude Brialy : Étienne
- 2003-2004 : Malaga de Paul Emond, mis en scène par Jean-Paul Denizon : Lucien Barat
- 2005 : Court sucré, mis en scène par David Basan et Bruno Chapelle
- 2005 : La Surprise de Christian Noël, mis en scène par Michel Jeffrault
- 2013 - 2014 : Une clé pour deux de John Chapman et David Freeman (en), mise en scène Michel Jeffrault, tournée
- 2018 : Les Grandes chaleurs de Michel Marc Bouchard, mise en scène Christian Bordeleau, tournée
- 2019 : Un drôle de mariage pour tous, de et mise en scène Henri Guybet, tournée puis théâtre Daunou
- 2022 : Qui vole un œuf... de Henri Guybet, mise en scène Jean-Luc Moreau, tournée

Source : Agence-mariechen.com

## Filmographie

### Cinéma
- 1982 : Tir groupé de Jean-Claude Missiaen
- 1982 : À nos amours de Maurice Pialat
- 1983 : Les Planqués du régiment de Michel Caputo
- 1984 : La Triche de Yannick Bellon
- 1986 : L'Unique de Jérôme Diamant-Berger
- 1989 : La Révolution française de Robert Enrico
- 1990 : 3615 code Père Noël de René Manzor

### Télévision
- 1990 : Elle et lui (6 épisodes) lui
- 1994-1995 : Les Nouveaux Exploits d'Arsène Lupin (8 épisodes) Grognard
- 1995 : Filles à papa (série de 40 épisodes)
- 1996-2007 : Une femme d'honneur Francis Rivière (30 épisodes)
- 2005 : Central Nuit (Embûches de Noël) Marco
- 2006 : Avocats et Associés (Du plomb dans L'aile)
- 2008 : Valentine and Co Le recteur
- 2010-2018 : Une famille formidable Robert, le maire
- 2010 : Section de recherches (sortie de piste)
- 2014 : RIS police scientifique l'avocat
- 2018 : Balthazar de Frédéric Berthe : Jean-Paul Giraud
- 2020 : Faites des gosses de Philippe Lefebvre : Dr Bellan
- 2021 : Sam de Philippe Lefebvre : Dr Bellan

Source : Agence-mariechen.com

## Doublage
Sources : RS Doublage, Doublage Séries Database et Planète Jeunesse

### Cinéma

#### Films
- Toby Jones dans :
  - Captain America: First Avenger (2011) : Dr Arnim Zola
  - Captain America : Le Soldat de l'hiver (2014) : Dr Arnim Zola
  - Infinite (2021) : Brian Porter
  - Empire of Light (2022) : Norman
  - Indiana Jones et le Cadran de la destinée (2023) : Basil Shaw
  - The Instigators (2024) : Alan Flynn

- Jet Li dans :
  - La Légende du dragon rouge (1994) : Hong Xi Guan
  - The One (2001) : Gabe Law / Yu-Law
  - Hero (2002) : Sans Nom
  - Le Maître d'armes (2006) : Huo Yuanjia / Fok Yuen Gaap

- Cuba Gooding Jr. dans :
  - Boyz n the Hood (1991) : Tre Styles
  - Gladiateurs (1992) : Abraham Lincoln Haines

- Robert Carlyle dans :
  - Trainspotting (1996) : Begbie
  - T2 Trainspotting (2017) : Begbie

- Jay Mohr dans :
  - Trait pour trait (1997) : Nick
  - Au-delà (2010) : Billy

- Steve Guttenberg dans :
  - Casper, l'apprenti fantôme (1997) : Tim Carson, le père de Chris
  - État de choc (2019) : Dr Jones

- Eric Bana dans :
  - Troie (2004) : Hector
  - Lucky You (2007) : Huck Cheever

- Nestor Carbonell dans :
  - The Dark Knight : Le Chevalier noir (2008) : le maire de Gotham City
  - The Dark Knight Rises (2012) : le maire de Gotham City

- Colin Firth dans :
  - Mamma Mia! (2008) : Harry Bright
  - Mamma Mia 2: Here We Go Again (2018) : Harry Bright

- Matthew Lillard dans :
  - Une nouvelle chance (2012) : Philip Snyder
  - L'Île de Nim 2 (2013) : Jack Rusoe

- Ben Ashenden (en) dans :
  - Jurassic World : Le Monde d'après (2022) : Tyler
  - Deep Cover (2025) : Dawes

- 1987 : La Loi du désir : Antonio Benítez (Antonio Banderas)
- 1988 : Cinema Paradiso : Salvatore adolescent (Marco Leonardi)
- 1989 : Jusqu'au bout du rêve : Archie Graham jeune (Frank Whaley)
- 1990 : Rocky 5 : Tommy Gunn (Tommy Morrison)
- 1990 : À la poursuite d'Octobre rouge : Beaumont (Ned Vaughn)
- 1990 : Présumé Innocent : Guerasch (John Michael Bennett)
- 1990 : Une trop belle cible : Bob (Charlie Sheen)
- 1991 : Thelma et Louise : JD, l'autostoppeur (Brad Pitt)
- 1992 : Héros malgré lui : John Bubber (Andy Garcia)
- 1993 : Stalingrad : GeGe Müller (Sebastian Rudolph)
- 1993 : Fortress : Nino Gomez (Clifton Collins Jr.)
- 1994 : La Rivière sauvage : Ranger Johnny (Benjamin Bratt)
- 1995 : The Demolitionist : Mad Dog Burne (Richard Grieco)
- 1996 : Lone Star : Danny (Jesse Borrego)
- 1996 : Escroc malgré lui : Claudio Gomez (Jon Seda)
- 1997 : La vie est belle : Vittorino (Francesco Guzzo)
- 1997 : Donnie Brasco : Hollman (Andrew Parks)
- 1997 : Mimic : Jeremy (Norman Reedus)
- 1998 : La Main qui tue : Mick (Seth Green)
- 2000 : The Patriot : le capitaine Wilkins (Adam Baldwin)
- 2000 : In the Mood for Love : M. Chow (Tony Leung Chiu-wai)
- 2000 : À l'aube du sixième jour : le docteur de Johnny Phoenix (Hiro Kanagawa)
- 2000 : Mafia parano : Mark (Ben Weber)
- 2000 : Shaft : l'assistant du procureur Hector Torres (Joe Quintero) et le procureur Andrew Nicoli (Mark Zeisler)
- 2000 : Hollow Man : L'Homme sans ombre : Frank Chase (Joey Slotnick)
- 2001 : Le Mexicain : Beck (David Krumholtz)
- 2001 : Le Sortilège du scorpion de jade : Al (Brian Markinson)
- 2001 : Le Masque de l'araignée : Ben Devine (Billy Burke)
- 2001 : La Chute du faucon noir : le lieutenant John Beales (Ioan Gruffudd)
- 2002 : Good Girl : Corny (Mike White)
- 2002 : Plus jamais : Joe (Dan Futterman)
- 2003 : Pur Sang, la légende de Seabiscuit : George Woolf (Gary Stevens)
- 2003 : Bad Boys 2 : Reggie (Dennis Greene)
- 2005 : L'École fantastique : M. Medulla (Kevin McDonald)
- 2006 : La Vie des autres : Paul Hauser (Hans-Uwe Bauer (de))
- 2007 : Ghost Rider : Stuart (Gibson Nolte)
- 2007 : La Vengeance dans la peau : l'agent Kiley (Scott Adkins)
- 2007 : Bataille à Seattle : le lieutenant-chef (Gary Hudson)
- 2008 : Braquage à l'anglaise : Kevin Swain (Stephen Campbell Moore)
- 2008 : Les Babysitters : George (Jason Dubin)
- 2009 : La Proposition : Chuck (Michael Mosley)
- 2009 : Les Chèvres du Pentagone : Scotty Mercer (Nick Offerman)
- 2009 : Star Trek : ? (?)
- 2009 : Pas si simple : Peter (Robert Curtis Brown)
- 2010 : Comme chiens et chats : La Revanche de Kitty Galore : Butch (Nick Nolte) (voix)
- 2011 : Le Pacte : Gibbs (Mike Pniewski)
- 2012 : Django Unchained : Tennessee Harry (Rex Linn)
- 2012 : Argo : Bob Anders (Tate Donovan)
- 2012 : Ce qui vous attend si vous attendez un enfant : Gary (Ben Falcone)
- 2014 :  Le Vieux qui ne voulait pas fêter son anniversaire : Benny (David Wiberg)
- 2015 : Selma : Lee C. White (Giovanni Ribisi)
- 2015 : Crimson Peak : l'employé de la poste (Martin Julien)
- 2015 : Père et Fille : le directeur de librairie (Buster Maxxwell)
- 2016 : The Nice Guys : ? (?)
- 2019 : El Camino : Un film Breaking Bad : Casey (Scott Shepherd)
- 2019 : Joker : Hoyt Vaughn (Josh Pais)
- 2019 : Countdown : le père David (Valente Rodriguez (en))
- 2020 : Underwater : ? (?)
- 2020 : Je veux juste en finir : le client du dîner (Teddy Coluca)
- 2020 : Nobody Sleeps in the Woods Tonight: Partie 1 : le policier (Olaf Lubaszenko)
- 2021 : Ida Red : Blade (Billy Blair)
- 2022 : À l'Ouest, rien de nouveau : ? (?)
- 2022 : Les Lignes courbes de Dieu : ? (?)
- 2022 : Dog : le prêtre (Mike Hernandez)
- 2022 : Le Dirigeant (es) : ? (?)
- 2023 : Little Dixie (de) : ? (?)
- 2023 : Kill Bok-soon : Soo-geun (Kim Ki-cheon)
- 2023 : Air : ? (?)
- 2023 : Mission impossible : Dead Reckoning : ? (?)
- 2023 : The Wandering Earth 2 : Ma Zhao (Ning Li)
- 2024 : Nicky Larson : Fox / Kunio Konno (Takaya Sakoda)
- 2024 : Bad Boys: Ride or Die : ? (?)
- 2024 : Sans un bruit : jour 1 : ? (?)
- 2024 : Le Flic de Beverly Hills : Axel F. : ? (?)
- 2024 : Carry-On : ? (?)
- 2025 : Alma et le Loup : ? (?)

#### Films d'animation
- 1982[7] : Cobra, le film : le professeur Topolo
- 1987 : Les Ailes d'Honnéamise : Nekkerout
- 1992 : Les Aventures de Zak et Crysta dans la forêt tropicale de FernGully : Ralph
- 1993 : Ninja Scroll : Yurimaru
- 2007 : Appleseed Ex Machina : Yoshitsune
- 2017 : Coco : Papá
- 2019 : Batman et les Tortues Ninja : Baxter Stockman
- 2023 : Spider-Man : Across the Spider-Verse : ?
- 2023 : Chicken Run : La Menace nuggets : Ric

### Télévision

#### Téléfilms
- Oliver Mommsen[8] dans :
  - À quoi pensent les hommes ? (2010) : Hanno Wolf
  - Ma mère est un robot (2012) : Jan Schreiber
  - Il y a de l'amour dans l'air (2017) : Klaus
  - La peau sur les os (2019) : Peter
  - Papa par accident (2020) : Klemens Kurz

- Steve Guttenberg dans :
  - Un amour de Noël (2004) : Nick[8]
  - Un amour de Noël 2 (en) (2005) : Nick[8]

- 1995 : Sawbones : Stanley Johnson (Phil LaMarr)[8]
- 1995 : Nos chers mensonges : Max (Stefan Suske)
- 1997 : Le Troisième Jumeau : Steve Logan Jason Gedrick[9][réf. nécessaire]
- 1997 : L'affaire Grüninger : Alfons Eigenmann (Beat Marti)
- 1998 : Le Crime défendu : Justin Decker (Lochlyn Munro)[9][réf. nécessaire]
- 1999 : Engrenage criminel : Cornelius (Seth Green)[8]
- 1999 : Impact imminent : Frank Peterson (Jonathan Palmer)
- 2000 : D'étranges voisins : M. Mann (Richard Side)
- 2001 : Une famille encombrante : Chuck Starnes (Sean Patrick Murphy)[9][réf. nécessaire]
- 2001 : Traque sans répit : Lucky (Alex Karzis)[8]
- 2001 : Les Sorcières d'Halloween 2 : Alex (Peter Wingfield)[8]
- 2007 : Un Chien en prison : Forster (Thorsten Merten)[8]
- 2009 : Facteur 8 : Alerte en plein ciel : Dr Reiter (Pierre Kiwitt)[8]
- 2010 : Rendez-vous interdits : Kyle Solomon (Andrew Shaver)[8]
- 2011 : Un combat, cinq destins : Lenny (David Eigenberg)[8]
- 2011 : Poussières d'amour : Chris (Misel Maticevic)[8]
- 2011 : Un souhait pour Noël : Don Meyer (Kevin Westenskow)[8]
- 2012 : Une robe de mariée pour deux : Uwe Wilhuhn (Tim Wilde)[8]
- 2016 : Un héritage mortel : Gill Cotton (Patrick Fischler)[8]
- 2016 : Coup de foudre pour l'ennemi : Reggie McArthy (Peter Graham-Gaudreau)[8]
- 2017 : Vidéos sexy, lycéennes en danger : Robert Thomas (Joe Hackett)[8]
- 2017 : Un Noël à New York : Mailman (Richard Waugh)[8]
- 2021 : Adolescence volée : Monsieur Arnet (Andrew McNee)[10]
- 2021 : Chirurgie mortelle : l'histoire vraie de Martin MacNeill : Cal (Tom Anniko)

#### Séries télévisées
- Seth Green dans (4 séries) :
  - Buffy contre les vampires (1997-2000) : Daniel « Oz » Osborn (40 épisodes)
  - Angel (1999) : Daniel « Oz » Osborn (saison 1, épisode 3)
  - Greg the Bunny (2002-2004) : Jimmy Bender (13 épisodes)
  - Will et Grace (2005) : Randall (saison 7, épisode 23)

- Patrick Fischler dans (4 séries) :
  - Southland (2009-2010) : l'inspecteur Kenny « No-Gun » (8 épisodes)
  - Californication (2012-2013) : Gabriel (4 épisodes)
  - Once Upon a Time (2015 / 2017) : l'auteur Isaac Heller[8] (8 épisodes)
  - Twin Peaks (2017) : Duncan Todd (saison 3)

- David Eigenberg dans (4 séries) :
  - Chicago Fire (depuis 2012) : Christopher Herrmann (214 épisodes - en cours)
  - Chicago Police Department (2014-2017) : Christopher Herrmann (14 épisodes)
  - Chicago Med (2015-2019) : Christopher Herrmann (10 épisodes)
  - Chicago Justice (2017) : Christopher Herrmann (3 épisodes)

- Richard Grieco dans :
  - 21 Jump Street (1988-1989) : l'officier Dennis Booker (18 épisodes)
  - Booker (1989-1990) : Dennis Booker (22 épisodes)
  - Veronica Mars (2006-2007) : Steve Botando (3 épisodes)

- Jason Gedrick dans :
  - Murder One (1995-1996) : Neil Avedon (23 épisodes)
  - Ally McBeal (1999) : Joel (saison 3, épisodes épisodes 1 et 4)
  - North Shore : Hôtel du Pacifique (2004) : Dr Clayton Kellogg (épisodes 13 et 14)

- Jeremy Davies dans :
  - Lost : Les Disparus (2008-2010) : Dr Daniel Faraday (34 épisodes)
  - Justified (2011-2015) : Dickie Bennett (20 épisodes)
  - Sleepy Hollow (2017) : Malcolm Dreyfuss (13 épisodes)

- Timm Sharp (en) dans :
  - Les Années campus (2001-2003) : Marshall Nesbitt (18 épisodes)
  - Casual (2018) : John (5 épisodes)

- Raphael Sbarge dans :
  - Los Angeles, police judiciaire (2011) : Dennis Ackroyd (épisode 18)
  - MacGyver (2018) : Ralph Jericho (saison 2, épisode 20)

- Ray McKinnon dans :
  - Sons of Anarchy (2011) : Lincoln « Linc » Potter (12 épisodes)
  - Mayans MC (2018-2023) : Lincoln « Linc » Potter (17 épisodes)

- Lars Mikkelsen dans :
  - The Witcher (2019-2023) : Stregobor (11 épisodes)
  - Ahsoka (2023) : le grand amiral Thrawn (mini-série)

- 1989 : 21 Jump Street : Jack Archer (Christopher Titus) (saison 3, épisode 11)
- 1996 : Hartley, cœurs à vif : Thomas « Tom » Summers (Simon Baker) (8 épisodes)
- 1996-1997 : Le Caméléon : le capitaine Paul Bilson (Pat Skipper) (saison 1, épisode 2), Gary Rennert (Joseph Kell) (saison 1, épisode 16)
- 1997 : Brentwood : Nicholas Hadley (Jarrod Emick (en)) (13 épisodes)
- 1997-2000 : Buffy contre les vampires : Devon MacLeish (Jason Hall) (8 épisodes) et Jonathan Levinson (Danny Strong) (1re voix)
- 1998 : Dans le rouge (en) : Henry Potts (Simon Godley) (mini-série)
- 1999 : Le Docteur mène l'enquête (en) : Bryn Edmunds (Thomas Craig) (saison 6, épisode 3)
- 1999-2000 : Providence : Doug Boyce (Tom Cavanagh) (8 épisodes)
- 2001 : Dark Angel : Sally (Todd Stashwick) (saison 2, épisode 5)
- 2001-2002 : Chez Schwartz (en) : William Morris (Dondré Whitfield (en)) (4 épisodes)
- 2001-2002 : Le Protecteur : Jerry Neal (John Pyper-Ferguson) (saison 1, épisode 3) et Lou Caffey (Tate Donovan) (saison 2, épisode 7)
- 2002 : Aventure et Associés : Fuller (Michael Rhoades) (saison 1, épisode 6)
- 2002 : Les Anges du bonheur : Dr Nathans (Bernard White) (saison 8, épisode 15)
- 2006 : Les Experts : Manhattan : Charles Cooper (Seamus Dever) (saison 2, épisode 18)
- 2007 : Vengeance en série (de) : Matthias Vollmer (Mišel Matičević (de)) (mini-série)
- 2007-2008 : Dirt : Jeff Stagliano (Channon Roe) (4 épisodes)
- 2009-2011 : Stargate Universe : Adam Brody (Peter Kelamis (en)) (39 épisodes)
- 2010 : Drop Dead Diva : Ryan Trilling (Joe Nemmers) (saison 2, épisode 7)
- 2010 : Human Target : La Cible : Dr Patel (Craig Veroni (en)) (saison 1, épisode 10)
- 2010 : Ben-Hur : David (Marc Warren)[8] (mini-série)
- 2010 : Undercovers : Patel (Michael Peter Bolus) (épisode 2)
- 2010-2011 : The Big C : Dr Todd Mauer (Reid Scott) (10 épisodes)
- 2011 : Weeds : Alex (Blaise Embry (en)) (3 épisodes)
- 2011 : Injustice : Ian Miller (Tim Wallers) (mini-série)
- 2012 : Southland : l'officier Merkel (Drew Powell) (saison 4, épisodes 6 et 7)
- 2012 : Secret State : Nillis Jacobson (Russell Kilmister) (mini-série)
- 2013 : Castle : Eric Vaughn (Ioan Gruffudd) (saison 5, épisode 21)
- 2013 : Inspecteur Lewis : Frank McLean (Dominic Mafham (en)) (saison 7, épisodes 1 et 2)
- 2013-2014 : Glee : Rupert Campion (Peter Facinelli) (4 épisodes)
- 2013-2018 : The Americans : Stavos (Anthony Arkin) (14 épisodes)
- 2014 : Boardwalk Empire : Mike D'Angelo (Louis Cancelmi (en)) (6 épisodes)
- 2014-2017 : Marvel : Les Agents du SHIELD : Kenneth Turgeon (Adam Kulbersh) (3 épisodes)
- 2015 : Jordskott : Pierre Hedman (Bengt Braskered (sv)) (4 épisodes)
- 2015 : The Knick : Elkins (Stephen Spinella) (4 épisodes)
- 2015-2016 : Le Maître du Haut Château : Taishi Okamura (Hiro Kanagawa) (5 épisodes)
- 2016 : Wanted : Terry Boke (Mirko Grillini) (5 épisodes)
- 2016 : The Night Of : le sergent Klein (Ben Shenkman) (mini-série)
- 2016 : Legends of Tomorrow : Mikhail Arzadin (Voytek Skrzeta) (saison 1, épisodes 4 et 5)
- 2016-2017 : Crazy Ex-Girlfriend : Silas Bunch (John Allen Nelson) (3 épisodes)
- 2016-2019 : Speechless : M. Powers (Jonathan Slavin (en)) (19 épisodes)
- 2017 : American Crime : Guy Eckels (David Goryl) (saison 1)
- 2017 : Maltese : Ernesto « Le Lièvre » Lo Giudice (Rosario Terranova) (mini-série)
- 2017 : The Deuce : Dominick (Lou Martini Jr.) (saison 1, épisode 1)
- 2017-2018 : Taken : Gary Martello (Matthew Bennett) (7 épisodes)
- 2017-2018 : Ghost Wars : Phil Caulfield (Andy Nez) (5 épisodes)
- depuis 2017 : The Orville : Dann (Mike Henry)
- 2018 : The Innocents : Lewis Polk (Philip Wright (en)) (7 épisodes)
- 2018 : Here and Now : Michael (Kevin Bigley (en)) (4 épisodes)
- 2018 : Si je ne t'avais pas rencontrée : Lluis Antich (Miquel García Borda (it))
- 2018-2020 : Homeland : Viktor Makarov (Elya Baskin) (5 épisodes) et le général Owen (Terry Serpico) (3 épisodes)
- 2019 : The Loudest Voice : John Moody (Mackenzie Astin (en)) (mini-série)
- 2019 : Élu entre tous : Silvino (Francisco Gaspar (pt)) (11 épisodes)
- 2019 : Better than Us : le chef de la sécurité [Qui ?] (épisode 16)
- 2020 : Next (en) : Ron Mathias (John Cassini (en)) (4 épisodes)
- 2021 : La templanza : Julián Calafat (Pep Tosar (es)) (3 épisodes)
- 2021 : Vita da Carlo (it) : Ovidio Cantalupo (Stefano Ambrogi (it)) (4 épisodes)
- 2021 : Sex/Life : le professeur Sumner (Dean Marshall (en)) (saison 1, épisode 6)
- 2022 : Kleo : Gunther Rossbach (Markus von Lingen (de)) (épisode 6)
- 2022 : Somebody : ? (?)
- 2022 : La nuit sera longue : ? (?) (mini-série)
- 2022 : La Unidad : ? (?)
- 2022 : So Help Me Todd (en) : ? (?)
- 2023 : Pacto de silencio : le prêtre [Qui ?] (épisode 1)
- 2023 : Tout le monde aime les diamants : ? (?)
- 2024 : Ronja, fille de brigand (sv) : Halvert (Peter Viitanen (sv))
- 2024 : Ripley : ? (?) (mini-série)
- 2024 : L'Affaire Asunta : Xosé Miranda (Miguel Borines) (mini-série)
- 2024 : D'une main de fer : Rafael Ramírez-Pereira (Roberto Mateos) (mini-série)
- 2024 : L'Impératrice : ? (?) (saison 2)
- 2025 : Cassandra : ? (?)
- 2025 : Knokke Off : ? (?) (saison 2)
- 2025 : Bosch: Legacy : Corvus Pike (Tim DeKay) (saison 3)
- 2025 : Étoile : Nicholas Leutwylek (David Haig)

#### Séries d'animation
- 1989-1992[n 1] : Guyver : Agito Makishiwa / Guyver III (1re voix, épisodes 1 à 8), Derzeb (2e voix, épisodes 5 et 6), Zancrus (OAV)
- 1991 : La Compète : Hubert
- 1992-1996 : Tortues Ninja : Les Chevaliers d'écaille : Donatello (4e voix - épisodes 138 à 193)
- 1993 : SWAT Kats : Jake « Razor » Clawson
- 1996-1999 : Donkey Kong Country : Donkey Kong
- 1997 : Extrêmes Dinosaures : Stegz
- 2010 : Les Griffin : voix additionnelles
- 2010-2013 : Le Petit Prince : le renard
- 2012-2018 : Dragons, la série : Yohan le négociant
- 2014 : Turbo FAST : Silent but Deadly, Mel Shellman, Jack a Lopez (saison 2)
- 2014 : La Forêt de l'Étrange : Fred le cheval
- 2016 : Pokémon Générations : Alezan
- 2017 : Mike Judge Presents: Tales from the Tour Bus (en) : ? (saison 1, épisode 5)
- 2018 : Back Street Girls : Jin
- 2018-2019 : Cupcake et Dino : Services en tout genre : Cupcake
- 2019 : Raiponce, la série : Kai[n 2]
- 2019 : Carole and Tuesday : voix additionnelles
- 2020 : Scooby-Doo et Compagnie : Bill Nye (saison 1, épisode 26)
- 2021 : What If...? : Arnim Zola[n 3] (3 épisodes)
- 2021 : The Great North : voix additionnelles
- 2023 : Kung Fu Panda : Le Chevalier Dragon : Amoch
- 2024 : Tales of the Empire : l'amiral Thrawn[n 4], Reggi et un villageois
- 2024 : Arcane : Heenot (saison 2)

### Jeux vidéo
- 2017 : South Park : L'Annale du Destin : ?
- 2017 : Star Wars Battlefront II : ?
- 2024 : Star Wars Outlaws : ?